# Hermann Knopf
Pour les articles homonymes, voir Knopf.
Hermann Knopf, né le 7 novembre 1870 à Vienne, et mort le 13 mai 1928 à Munich, est un peintre de scène de genre autrichien.

## Biographie
Hermann Knopf naît le 7 novembre 1870 à Vienne,.
Il étudie à l'Académie des Beaux-Arts de Vienne avec Julius Victor Berger (1850-1902) et à l'Académie des Beaux-Arts de Munich avec Sándor Liezen-Mayer (1839-1898). Il vient ensuite à Paris, où il étudie à l'École nationale supérieure des beaux-arts de Paris sous la direction de Fernand Cormon (1845-1924) de 1896 à 1897. Après avoir obtenu son diplôme, il s'installe à Munich.
Hermann Knopf est élu membre du conseil d'administration de l'association des artistes de Munich.
Dans les années 1890, il expose ses œuvres au Palais des glaces de Munich. Il peint principalement peint des tableaux de genre du milieu bourgeois et paysan néerlandais dans le style de la peinture de genre hollandaise.
Hermann Knopf reçoit une médaille à Munich en 1901 et en 1903 et reçoit une distinction en 1903.

## Œuvres
- Gut bewachter Schlaf, 1928

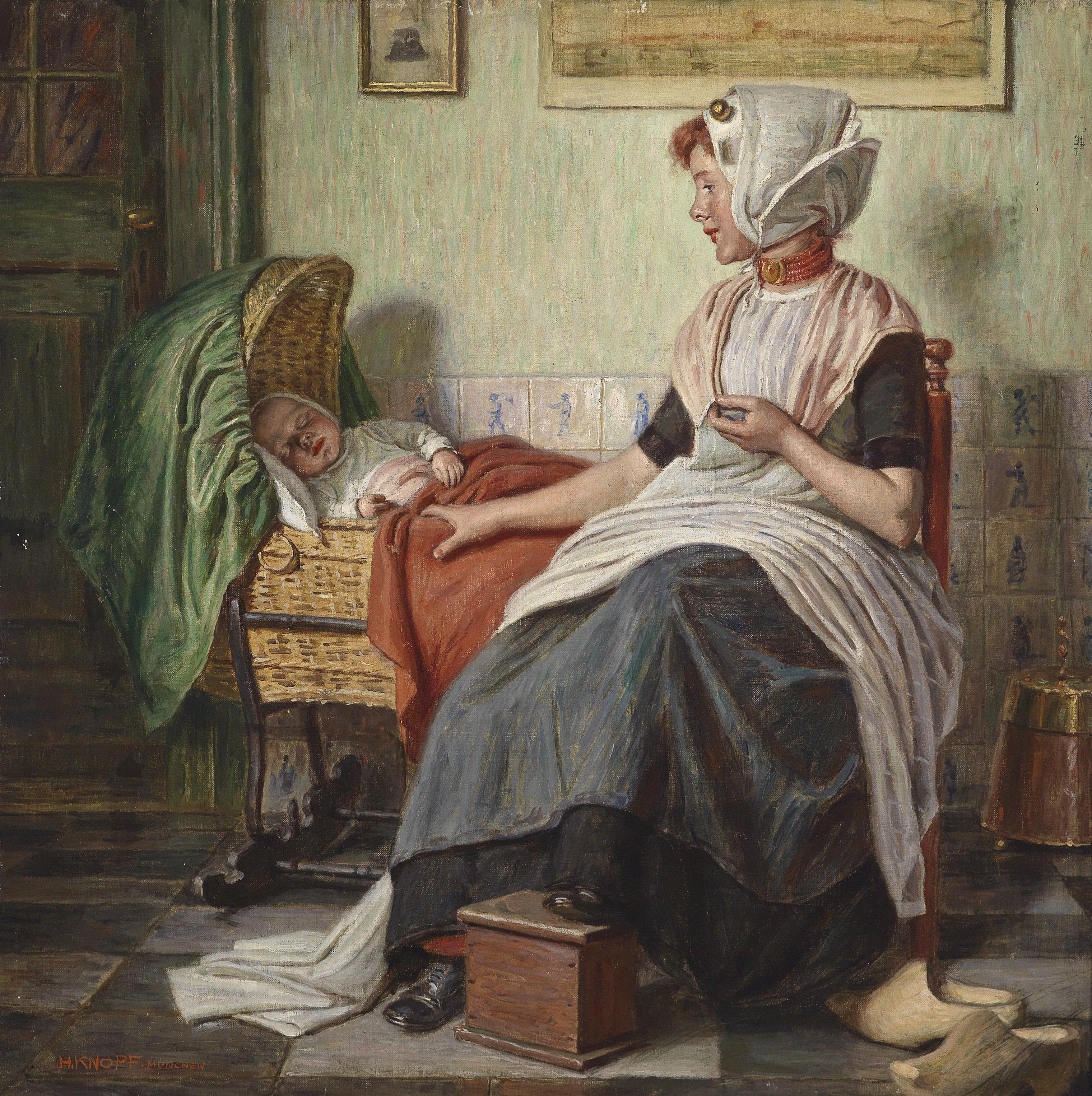
Gut bewachter Schlaf 1928

- Soir de fête, conservé au musée de Munich[1]